# جاسيك زويبر
جاسيك زويبر (ولد في 18 نوفمبر 1965 في وودج) هو لاعب كرة قدم بولندي سابق. في السنوات 1989-1993 كان لاعبًا رئيسيًا في منتخب بولندا لكرة القدم.
في عام 1990 فاز بجائزة أفضل لاعب بولندي. مع مونبلييه HSC، تنافس في كأس الكؤوس لعام 1991، ولكن خسر في ربع النهائي أمام مانشستر يونايتد.
منذ فشل المنتخب الوطني البولندي في التأهل إلى أي بطولة كبرى في التسعينات، لم يلعب زويبر أبدًا في كأس العالم أو في أي بطولة أوروبية.
وسيبقى نجاحه الدولي بالنسبة له هو الميدالية البرونزية (المركز الرابع) في كأس العالم وهو في سن 18 عام 1984، حيث لعب إلى جانب زميله في الفريق الوطني، رومان كوسيكي.

## أسلوب اللعب
كان زويبر جناحًا قويًا يتمتع بقدرة مراوغة جيدة، وبالتالي يمكنه بسهولة الحصول على ماهو أفضل من معظم المدافعين. ومع ذلك، تم انتقاده أحيانًا بسبب اللعب الأناني للغاية.
ويعرف زويبر من خلال تسريحة شعره الطويلة، والتي كان عليها في معظم حياته المهنية.

## روابط خارجية
- جاسيك زويبر على موقع الدوري الأمريكي (الإنجليزية)
- جاسيك زويبر على موقع قاعدة بيانات كرة القدم.إي يو (الإنجليزية)
- جاسيك زويبر على موقع ناشيونال فوتبول تيمز (الإنجليزية)
- جاسيك زويبر على موقع Soccerway.com (الإنجليزية)
- جاسيك زويبر على موقع عالم كرة القدم.نت (الإنجليزية)